# Марко Иванов (Под игото)
 Тази статия е за литературния герой.  За чорбаджи Марко от Ябланица вижте Марко Минчев.  
Марко Иванов, познат още като чорбаджи Марко или бай Марко, е измислен литературен персонаж, създаден от българския писател Иван Вазов за неговия класически роман от 1894 г. „Под игото“. Марко е един от основните герои в творбата, изобразявайки типичния българин от възрожденската епоха – патриархално настроен, религиозен, патриот и благодетел на просвещението. Той е първото действащо лице, което се появява в романа.
Персонажът е портретиран от българските актьори Никола Попов, за екранизацията от 1952 г., и Георги Георгиев – Гец, за тази от 1990 г.
Чорбаджи Марко е български търговец, живеещ в град Бяла черква, заедно с многочелядното си семейство. По търговски сношения и голяма услуга той става приятел с Манол Кралича от Видин, който има малък син на име Иван. По-късно чува за детето, вече пораснало, че било заточено в Диарбекир. Една вечер, когато Марко спокойно вечеря с цялото си семейство, чорбаджията чува шум от падащи керемиди. С пищов в ръката, мъжът отива в обора и вижда сянката на чужд човек. Непознатият се представя като Иван Кралича, син на Манол Кралича, и твърди, че идва чак от Диарбекир. Марко отива да успокои разтревоженото си семейство и да донесе храна на пътника. В този момент обаче онбашията чука на вратата. Чорбаджията отива в обора, където не намира и следа от Иван Кралича. Негов прототип е бащата на Вазов – Минчо Вазов.